# Skoveltjärnen, Lappland
Skoveltjärnen är en sjö i Malå kommun i Lappland och ingår i Skellefteälvens huvudavrinningsområde.